# 가이카 천황

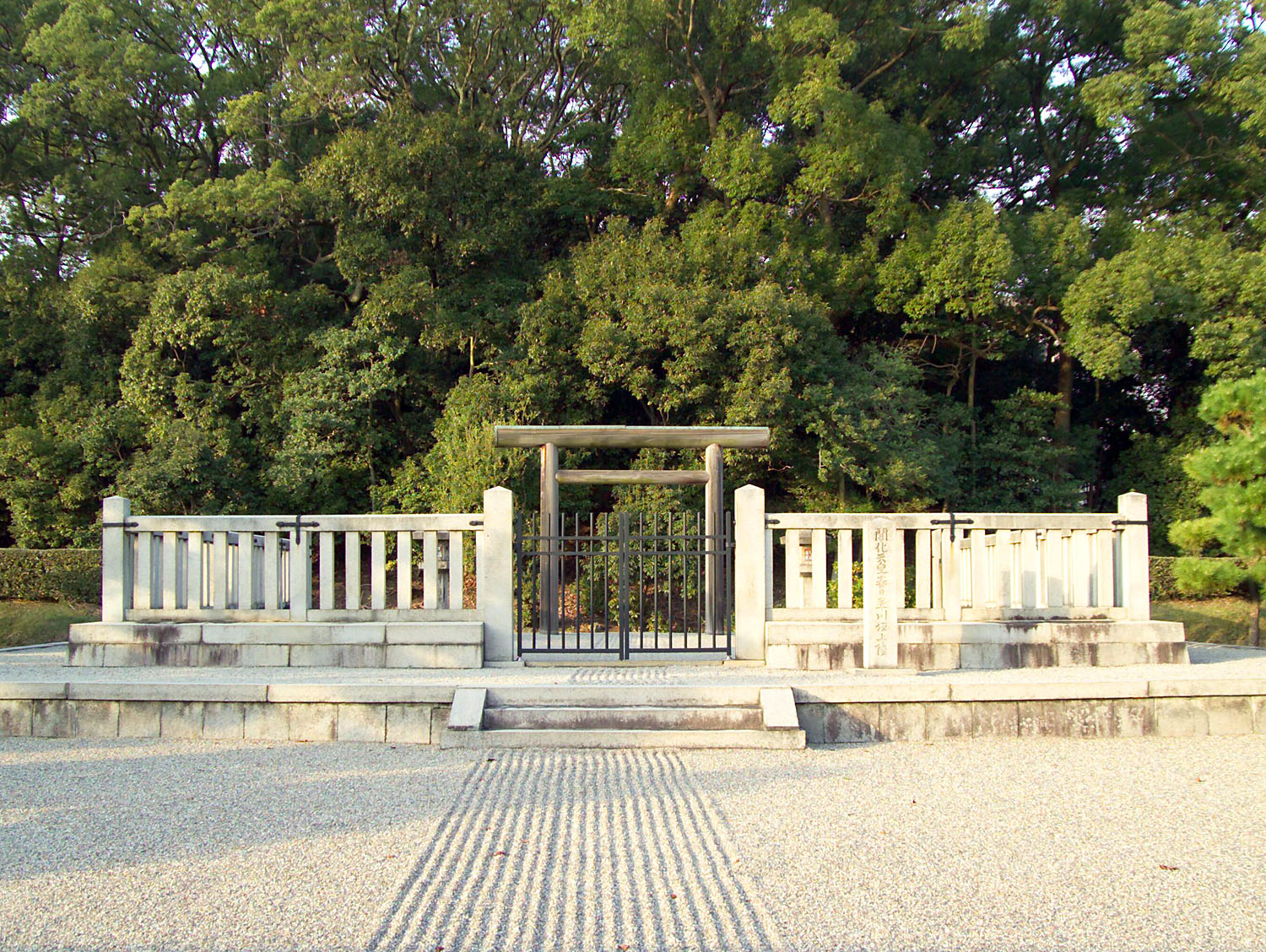
가이카 천황의 무덤

가이카 천황(일본어: 開化天皇 가이카텐노[*], 기원전 208년 ~ 기원전 98년 5월 23일 (음력 4월 9일)은 일본의 제9대 천황(재위 : 기원전 158년 11월 12일 ~ 기원전 98년 5월 23일(음력 4월 9일)으로 전하는 인물이다. 일본식 시호는 와카야마토네코히코오히히노스메라미코토 (《일본서기》 : 치일본근자언대일일천황, 일본어: 稚日本根子彦大日日天皇, 《고사기》 : 약왜근자일자대비비명, 若倭根子日子大毘毘命)이다. 고겐 천황과 우쓰시코메노미코토의 사이에서 차남으로 태어났다. 《고사기》와 《일본서기》에도 계보만 기재되어 있고 사적의 기술은 없다. 특히 제2대 스이제이 천황부터 제9대 가이카 천황 천황까지 8대의 천황이 이에 해당하며 이를 결사팔대(欠史八代/缺史八代)라고 한다. 가이카 천황이라는 시호는 762년 경에 오미노 미후네(淡海三船)가 찬진한 시호이다. 후세 사가가 가이카 천황을 일본 천황의 목록에 포함하였다. 그 실존여부에 대해서는 부정적인 견해가 강하지만 황릉은 존재하고 있다.

## 가족 관계

### 선조
- 조부 : 일본 제7대 천황 고레이 천황(孝靈天皇, 기원전 342년 ~ 기원전 215년)
- 조모 : 구와시히메노미코토(細媛命)
  - 아버지 : 일본의 제8대 천황 고겐 천황(孝元天皇, 기원전 273년 ~ 기원전 158년 10월 14일)
- 외조부 : 오야쿠치스쿠네노미코토(大矢口宿禰命)
- 외조모 : 사카토유라쓰히메(坂戸由良都姫)
  - 어머니 : 우쓰시코메노미코토(鬱色謎命)

### 부인과 후손
- 황후 : 이카가시코메노미코토(伊香色謎命)
  - 차남 : 미마키이리히코이니에노미코토(御間城入彦五十瓊殖尊, 기원전 148년 ~ 기원전 29년 1월 9일) - 일본의 제10대 천황 스진 천황(崇神天皇)
  - 황녀 : 미마쓰히메노미코토(觀松姫命)
- 비 : 다니와노타카노히메(丹波竹野媛)
  - 장남 : 히코유무스미노미코토(彦湯産隅命)
- 비 : 하하쓰히메노미코토(姥津媛命)
  - 3남 : 히코이마스노미코(彦坐王) - 진구 황후의 고조부
- 비 : 와시히메(鸇比賣)
  - 황자 : 다케토요하즈라와케노미코(建豊波豆羅和氣王)

| 전 임 고겐 천황 | 제9대 일본 천황 기원전 158년 11월 12일? ~ 기원전 98년 5월 23일? | 후 임 스진 천황 |

## 같이 보기
- 일본 천황